# 24 Horas de Le Mans de 1970
As 24 Hours of Le Mans de 1970 foi o 38º grande prêmio automobilístico das 24 Horas de Le Mans, tendo acontecido nos dias 13 e 14 de junho 1970 em Le Mans, França no autódromo francês, Circuit de la Sarthe. A Porsche obteve sua desejada primeira vitória como construtora nesse ano, após lutar nos últimos quatro anos com a Ford, tendo muito próxima de vencer em 1969. Após a saída da equipe norte americana, que se retirou da corrida francesa, a Porsche obteve as três primeiras colocações gerais, com modelo 917, e, com 908 dos anos anteriores. 

## Resultados Finais

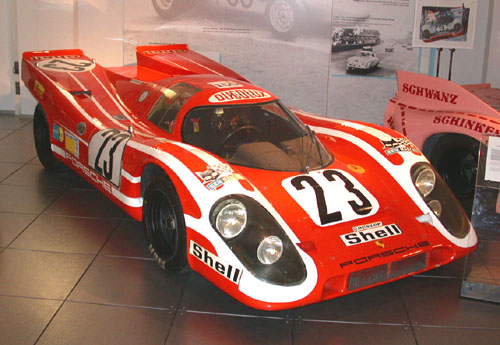
Porsche 917K da primeira vitória da Porsche com os pilotos Hans Herrmann e Richard Attwood

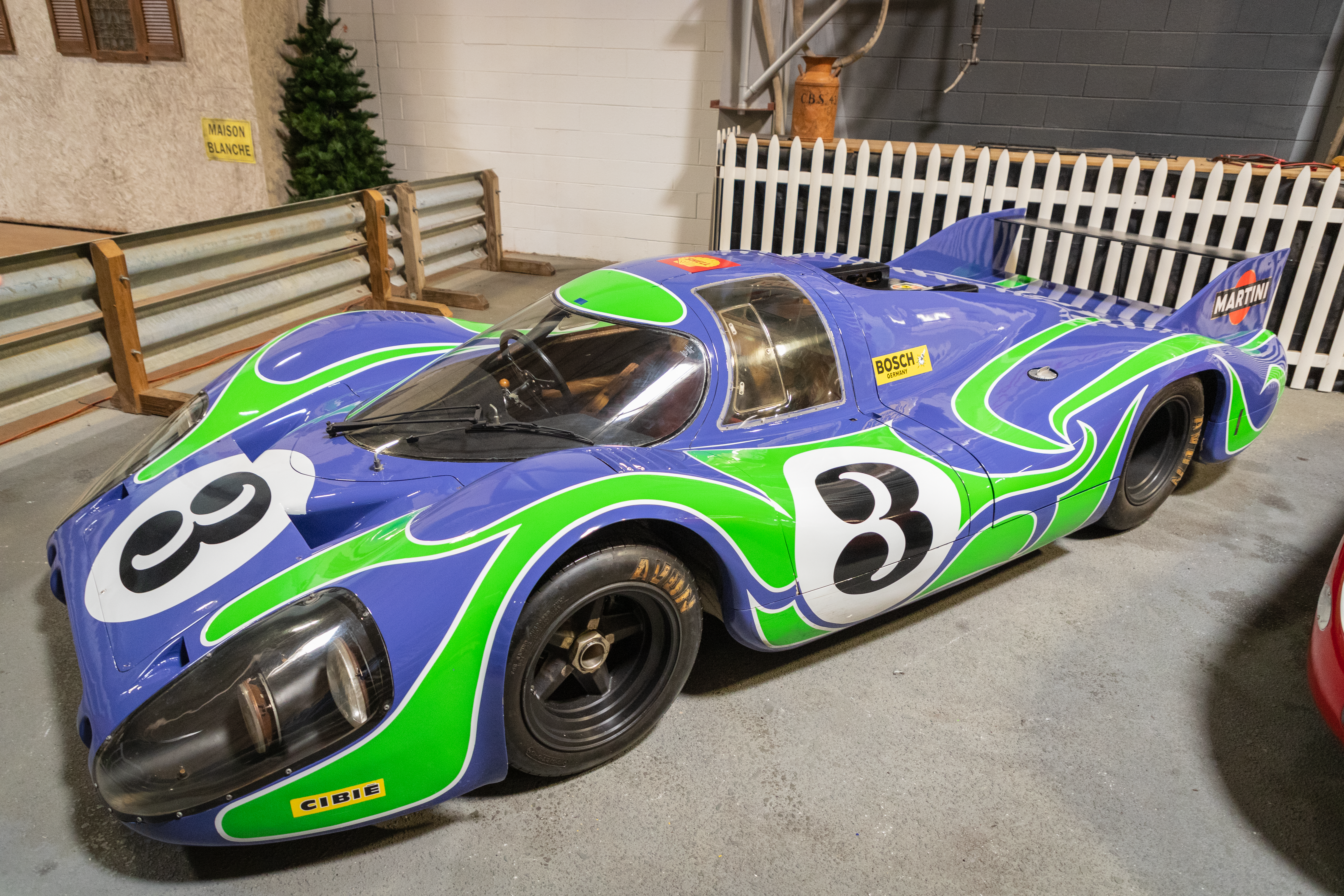
O modelo Porsche 917L (long-tail), em destaque na foto, foi o segundo colocado em 1970.

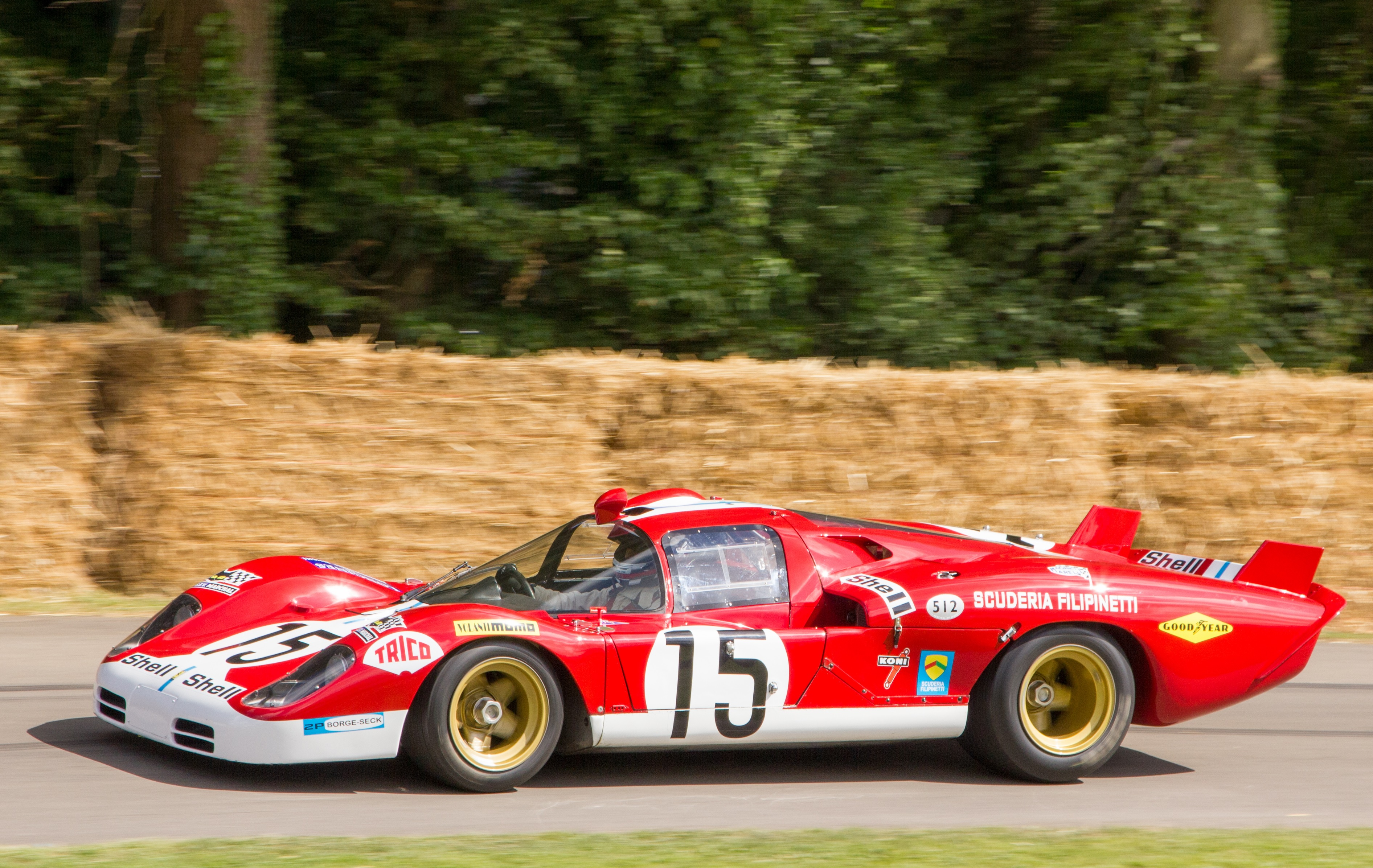
Ferrari 512S foi o principal concorrente da Porsche, sofrendo, durante a prova, inúmeros problemas técnicos para acompanhar a equipe alemã.

| Pos    | Class   | Nº | Equipe                                                | Pilotos                                              | Chassis                    | Motor                     | Voltas |
| ------ | ------- | -- | ----------------------------------------------------- | ---------------------------------------------------- | -------------------------- | ------------------------- | ------ |
| 1      | S 5.0   | 23 | Porsche KG Salzburg                                   | Hans Herrmann Richard Attwood                        | Porsche 917K               | Porsche 4.5L Flat-12      | 343    |
| 2      | S 5.0   | 3  | Martini Racing Team                                   | Gérard Larrousse Willi Kauhsen                       | Porsche 917L               | Porsche 4.5L Flat-12      | 338    |
| 3      | P 3.0   | 27 | Martini Racing Team                                   | Rudi Lins Dr. Helmut Marko                           | Porsche 908/2L             | Porsche 3.0L Flat-8       | 335    |
| 4      | S 5.0   | 11 | North American Racing Team (NART)                     | Ronnie Bucknum Sam Posey                             | Ferrari 512S               | Ferrari 5.0L V12          | 313    |
| 5      | S 5.0   | 12 | Ecurie Francorchamps                                  | Hughes de Fierlandt Alistair Walker                  | Ferrari 512S               | Ferrari 5.0L V12          | 305    |
| 6      | GT 2.0  | 40 | Établissement Sonauto                                 | Claude Ballot-Léna Guy Chasseuil                     | Porsche 914/6 GT           | Porsche 2.0L Flat-6       | 285    |
| 7      | GT 2.5  | 47 | Écurie Luxembourg                                     | Erwin Kremer Nicolas Koob                            | Porsche 911S               | Porsche 2.3L Flat-6       | 282    |
| 8 NC   | GT +5.0 | 2  | Greder Racing                                         | Henri Greder Jean-Pierre Rouget                      | Chevrolet Corvette         | Chevrolet 7.0L V8         | 286    |
| 9 NC   | P 3.0   | 29 | Solar Productions                                     | Herbert Linge Jonathan Williams                      | Porsche 908/2 (Camera Car) | Porsche 3.0L Flat-8       | 282    |
| 10 NC  | P 3.0   | 57 | North American Racing Team (NART)                     | Tony Adamowicz Chuck Parsons                         | Ferrari 312P Coupe         | Ferrari 3.0L V12          | 281    |
| 11 NC  | GT 2.5  | 62 | René Mazzia                                           | René Mazzia Pierre Mauroy                            | Porsche 911S               | Porsche 2.2L Flat-6       | 275    |
| 12 NC  | GT 2.0  | 42 | Wicky Racing Team                                     | Sylvain Garant Guy Verrier                           | Porsche 911TH              | Porsche 2.0L Flat-6       | 271    |
| 13 NC  | GT 2.5  | 67 | Jacques Dechaumel                                     | Jean-Claude Parot Jacques Dechaumel                  | Porsche 911S               | Porsche 2.2L Flat-6       | 271    |
| 14 NC  | GT 2.5  | 45 | Claude Laurent                                        | Claude Laurent Jacques Marché                        | Porsche 911S               | Porsche 2.2L Flat-6       | 262    |
| 15 NC  | GT 2.0  | 64 | Claude Haldi / Hart Ski Racing                        | Jean Sage Pierre Greub                               | Porsche 911S               | Porsche 2.0L Flat-6       | 254    |
| 16 NC  | GT 2.0  | 66 | Raymond Touroul                                       | Jean-Claude Lagniez Claude Swietlik                  | Porsche 911S               | Porsche 2.0L Flat-6       | 231    |
| 17 DNF | P 3.0   | 34 | Donald Healey Motor Company                           | Roger Enever Andrew Hedges                           | Healey SR XR37             | Repco 740 3.0L V8         | 264    |
| 18 DNF | S 5.0   | 25 | Porsche KG Salzburg                                   | Vic Elford Kurt Ahrens, Jr.                          | Porsche 917L               | Porsche 4.9L Flat-12      | 225    |
| 19 DNF | P 3.0   | 36 | Autodelta SpA                                         | Piers Courage Andrea de Adamich                      | Alfa Romeo T33/3           | Alfa Romeo 3.0L V8        | 222    |
| 20 DNF | P 3.0   | 35 | Autodelta SpA                                         | Nanni Galli Rolf Stommelen                           | Alfa Romeo T33/3           | Alfa Romeo 3.0L V8        | 213    |
| 21 DNF | P 2.0   | 49 | Paul Watson Racing Organisation / Chevron Racing Team | Ian Skailes John Hine                                | Chevron B16                | Ford Cosworth FVC 1.8L I4 | 213    |
| 22 DNF | P 2.0   | 44 | Paul Watson Racing Organisation / Chevron Racing Team | Clive Baker Digby Martland                           | Chevron B16                | BMW 2.0L I4               | 187    |
| 23 DNF | P 2.5   | 61 | Wicky Racing Team                                     | André Wicky Jean-Pierre Hanrioud                     | Porsche 907                | Porsche 2.2L Flat-6       | 161    |
| 24 DNF | S 5.0   | 20 | John Wyer Automotive Engineering                      | Jo Siffert Brian Redman                              | Porsche 917K               | Porsche 4.9L Flat-12      | 156    |
| 25 DNF | S 5.0   | 5  | SpA Ferrari SEFAC                                     | Jacky Ickx Peter Schetty                             | Ferrari 512S               | Ferrari 5.0L V12          | 142    |
| 26 DNF | GT 2.5  | 63 | Rey Racing                                            | Jacques Rey Bernard Chenevière                       | Porsche 911S               | Porsche 2.3L Flat-6       | 132    |
| 27 DNF | S 5.0   | 9  | Escuderia Montjuich                                   | José Juncadella Juan Fernandez                       | Ferrari 512S               | Ferrari 5.0L V12          | 130    |
| 28 DNF | P 2.0   | 60 | Guy Verrier                                           | Daniel Rouveyran Willy Meier                         | Porsche 910                | Porsche 2.0L Flat-6       | 128    |
| 29 DNF | GT 2.5  | 65 | Claude Haldi / Hart Ski Racing                        | Claude Haldi Arthur Blank                            | Porsche 911S               | Porsche 2.2L Flat-6       | 124    |
| 30 DNF | P 2.0   | 46 | Christian Poirot                                      | Christian Poirot Ernst Kraus                         | Porsche 910                | Porsche 2.0L Flat-6       | 120    |
| 31 DNF | S 5.0   | 18 | David Piper Autorace AAW Racing Team                  | David Piper Gijs van Lennep                          | Porsche 917K               | Porsche 4.5L Flat-12      | 112    |
| 32 DNF | S 5.0   | 16 | Scuderia Filipinetti Scuderia Picchio Rosso           | Gianpiero Moretti Corrado Manfredini                 | Ferrari 512S               | Ferrari 5.0L V12          | 111    |
| 33 DNF | S 5.0   | 4  | Racing Team VDS                                       | Teddy Pilette Gustave Gosselin                       | Lola T70 Mk. IIIB          | Chevrolet 4.9L V8         | 109    |
| 34 DNF | GT 2.5  | 43 | Jean-Pierre Gaban                                     | Jean-Pierre Gaban Willy Braillard                    | Porsche 911S               | Porsche 2.2L Flat-6       | 109    |
| 35 DNF | P 3.0   | 31 | Equipe Matra-Simca                                    | Jean-Pierre Beltoise Henri Pescarolo                 | Matra-Simca MS660          | Matra 3.0L V12            | 79     |
| 36 DNF | P 3.0   | 32 | Equipe Matra-Simca                                    | Jack Brabham François Cevert                         | Matra-Simca MS650          | Matra 3.0L V12            | 76     |
| 37 DNF | P 3.0   | 30 | Equipe Matra-Simca                                    | Patrick Depailler Jean-Pierre Jabouille Tim Schenken | Matra-Simca MS650          | Matra 3.0L V12            | 70     |
| 38 DNF | GT 2.5  | 59 | Jean Egreteaud                                        | Jean Egreteaud Jean Mésange                          | Porsche 911S               | Porsche 2.2L Flat-6       | 70     |
| 39 DNF | P 2.0   | 50 | Écurie Intersports S.A.                               | Guy Ligier Jean-Claude Andruet                       | Ligier JS1                 | Ford Cosworth FVC 1.8L I4 | 65     |
| 40 DNF | S 5.0   | 10 | Gelo Racing Team North American Racing Team (NART)    | Helmut Kelleners Georg Loos                          | Ferrari 512S               | Ferrari 5.0L V12          | 54     |
| 41 DNF | S 2.0   | 22 | John Wyer Automotive Engineering                      | David Hobbs Mike Hailwood                            | Porsche 917K               | Porsche 4.5L Flat-12      | 49     |
| 42 DNF | P 3.0   | 38 | Autodelta SpA                                         | Teodoro Zeccoli Carlo Facetti                        | Alfa Romeo T33/3           | Alfa Romeo 3.0L V8        | 43     |
| 43 DNF | S 5.0   | 7  | SpA Ferrari SEFAC                                     | Derek Bell Ronnie Peterson                           | Ferrari 512S               | Ferrari 5.0L V12          | 39     |
| 44 DNF | S 5.0   | 8  | SpA Ferrari SEFAC                                     | Arturo Merzario Clay Regazzoni                       | Ferrari 512S               | Ferrari 5.0L V12          | 38     |
| 45 DNF | GT +5.0 | 1  | Écurie Léopard                                        | Joseph Bourdon Jean-Claude Aubriet                   | Chevrolet Corvette         | Chevrolet 7.0L V8         | 37     |
| 46 DNF | S 5.0   | 15 | Scuderia Filipinetti                                  | Mike Parkes Herbert Müller                           | Ferrari 512S               | Ferrari 5.0L V12          | 37     |
| 47 DNF | S 5.0   | 14 | Scuderia Filipinetti                                  | Joakim Bonnier Reine Wisell                          | Ferrari 512S               | Ferrari 5.0L V12          | 36     |
| 48 DNF | S 5.0   | 21 | John Wyer Automotive Engineering                      | Pedro Rodriguez Leo Kinnunen                         | Porsche 917K               | Porsche 4.9L Flat-12      | 22     |
| 49 DNF | P 2.0   | 48 | Levi's International Racing                           | Julian Vernaeve Yves Deprez                          | Chevron B16                | Mazda 10A 1.0L Rotor      | 19     |
| 50 DNF | S 5.0   | 6  | SpA Ferrari SEFAC                                     | Nino Vaccarella Ignazio Giunti                       | Ferrari 512S               | Ferrari 5.0L V8           | 7      |
| 51 DNF | P 3.0   | 37 | Autodelta SpA                                         | Toine Hezemans Masten Gregory                        | Alfa Romeo T33/3           | Alfa Romeo 3.0L V8        | 5      |

Legenda :DNQ = Não largou - DNF = Abandono - NC = Não classificado - DSQ= Desqualificado